# Tasnádszántó község
Tasnádszántó község (románul: Comuna Santău) község Szatmár megyében, Romániában. Központja Tasnádszántó, beosztott falvai Érkőrös, Érszodoró.

## Népessége
A 2011-es népszámlálás adatai alapján a község népessége 2377 fő volt.